# Powiat Funai
Powiat Funai (jap. 船井郡 Funai-gun) – powiat w Japonii, w prefekturze Kioto. W 2024 roku liczył 12 007 mieszkańców.

## Miejscowości
- Kyōtamba